# Cançó melòdica
La cançó melòdica és un gènere musical en el qual abunda una gran presència d'orquestració i hi predominen les balades, encara que també pot tenir influències d'altres estils.

## En Català
La cançó té molta tradició a Catalunya. No obstant això, no va ser fins al final del segle xix i principi del XX que la cançó catalana va penetrar en la societat civil. La porta d'entrada van ser els espectacles de caràcter frívol que tenien lloc als cafès concerts i als teatres de revista.

### Inicis del segle XX

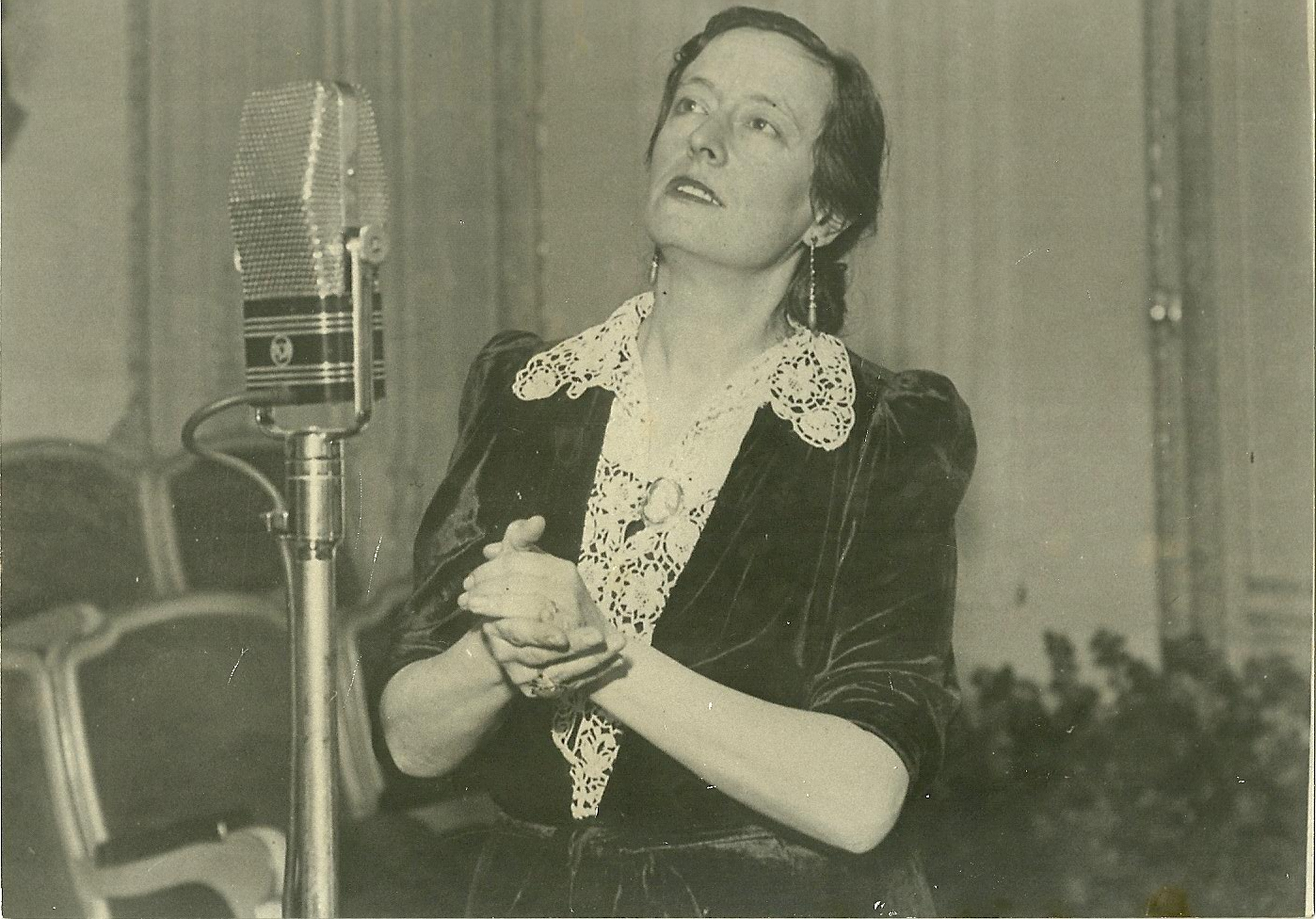
Conxita Badia

Al tombant de segle, els intèrprets de més èxit van començar a gaudir d'un grau d'idolatria. Entre els més afavorits pel públic, hi havia Pilar Alonso, una artista menorquina que va triomfar durant els anys vint i trenta del segle xx. Alonso va ser la primera figura de la cançó catalana i va popularitzar cançons com Els focs artificials, L'ombrel·la o El vestir d'en Pasqual. Un dels seus grans èxits va ser Marieta de l'ull viu, que formava part de l'obra del compositor Enric Morera Baixant de la Font del Gat. La popular cantant catalana va aconseguir amb la Marieta de l'ull viu' quelcom fins aleshores inaudit: convertir una cançó catalana en un èxit de masses.
En un registre més culte, Conxita Badia i Millàs també es va guanyar el respecte de la ciutadania. Nascuda el 1897, va rebre les ovacions del públic, com a cantant i com a pianista, interpretant obres d'Enric Granados, Manuel de Falla i Robert Gerhard. Després de la derrota republicana, Badia va haver d'emprendre el camí de l'exili. Quan va tornar, el 1946, es va dedicar a difondre l'obra del compositor brasiler Heitor Villa-Lobos. Va morir el 1975.

### Les primeres ràdios
L'aparició de la ràdio i del gramòfon a la dècada dels vint del segle passat va consolidar la cançó catalana. Alguns cantants van aconseguir una gran popularitat. Va ser el cas d'Emili Vendrell (1893-1962), un tenor molt dotat, que havia sortit de les rengles de l'Orfeó Català i que va destacar sobretot com a cantant de sarsuela i òpera. Gràcies a les seves interpretacions en directe, a la ràdio i, sobretot, als seus enregistraments en disc, cançons com Per tu ploro o Rosor van convertir-se en autèntics fenòmens: era quasi impossible trobar una sola persona en tot el territori català que no se les sabés de memòria.
A l'arrelament de la cançó popular catalana hi va contribuir també el fet que durant la dictadura del general Primo de Rivera es prohibís cantar en la llengua autòctona. Quan es va aixecar la prohibició, aquelles cançons vetades i totes les altres van ser recuperades pel poble català com un patrimoni cultural ribetejat de patriotisme.

### Guerra civil i dictadura

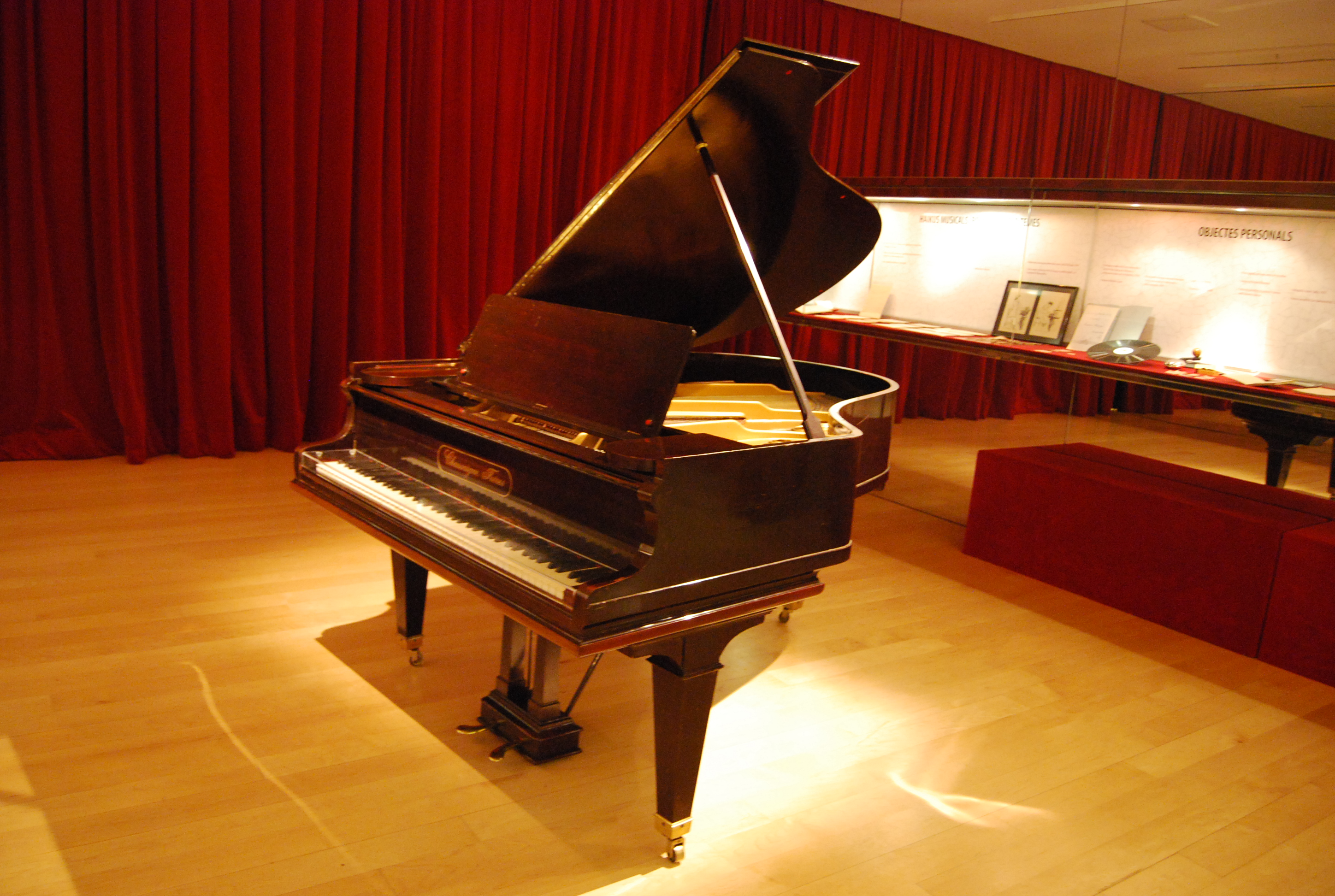
Piano de Mompou, al Museu de la Música de Barcelona

Després de la Guerra Civil, la dictadura franquista també va intentar obstaculitzar la difusió de cançons catalanes. Aleshores, però, es va estendre arreu de Catalunya la pràctica de les sardanes i molts dels títols de repertori tenien lletra. Els catalans, doncs, cantaven peces com Llevantina, Maria de les trenes, La sardana de les monges, Les fulles seques, Per tu ploro, Bell Penedès, Bona Festa, L'Empordà, El cavaller enamorat i, sobretot, La Pepa maca, un èxit radiofònic, principalment en els programes de discos dedicats.
Al mateix temps, en recitals, s'escoltaven cançons tradicionals com La presó de Lleida, Muntanyes del Canigó, La filla del marxant, El cant dels ocells, Cançó del lladre, Balada del mariner o La filadora i les composicions d'Apel·les Mestres, d'Eduard Toldrà i de Frederic Mompou. Els encarregats d'interpretar aquestes cançons eren Gaietà Renom, Ramon Calduch, les germanes Serrano o Emili Vendrell fill, entre d'altres. Quan arribava el Nadal es cantaven nadales catalanes i, fins i tot, es van arribar a fer concursos de nadales catalanes noves.

### Nova cançó

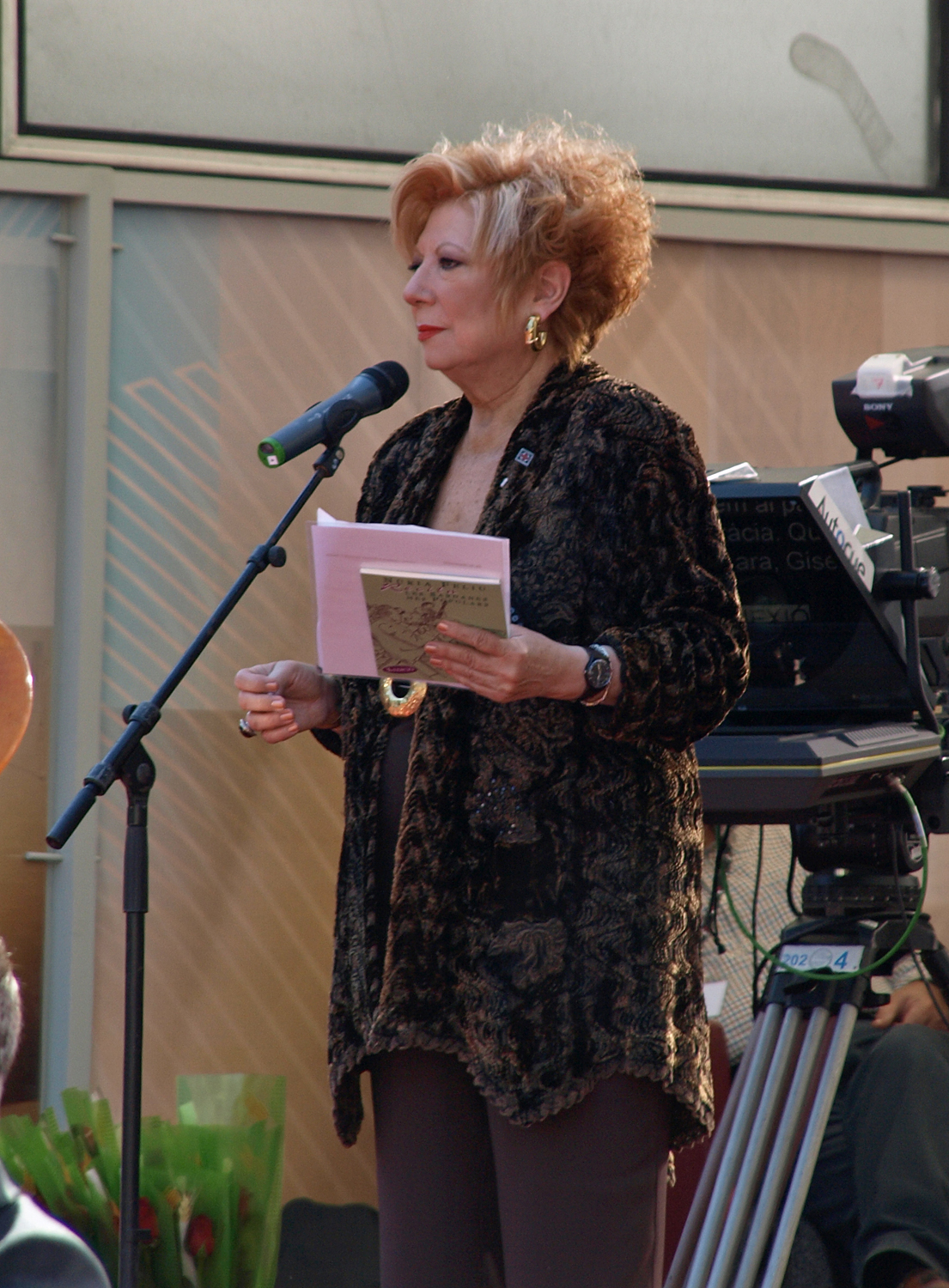
Núria Feliu.

Amb els anys seixanta va arribar l'esclat de la Nova Cançó catalana i es va propagar la modalitat de cançó d'autor, que en aquell temps estava en voga a tot el món occidental, començant per Nord-amèrica. Els Setze Jutges i tots els altres cantautors van donar una gran empenta a la popularització de la cultura catalana en uns temps força difícils, els de la dictadura.
En ple predomini del model cantautor va irrompre la cantant Núria Feliu interpretant èxits de Barbra Streisand. Provinent del teatre, Feliu era membre de l'Agrupació Dramàtica Barcelona i va debutar en el camp de la cançó. Aviat va imposar el seu enginy i mestria i va obrir una via a la Nova Cançó catalana, alternant gèneres i estils, des del cuplet fins a la cançó original, passant per les versions estàndard del jazz. A Feliu la va seguir Guillermina Motta, que també oferia cançó pròpia amb una marcada personalitat.
La cançó clàssica es va popularitzar i en aquest camp van destacar altres veus, com la de les germanes Tomàs, especialment la Glòria Tomàs; el Duo Ausona, Maria Cinta o les Germanes Ros. De Mallorca sobresurten Guillem d'Efak i els nins Queta i Teo, Dolors Lafitte i Maria Josep Villarroya, que també feien cançó pròpia.
Alhora, alguns cantants professionals es van allistar a les files de la Nova Cançó, amb més o menys dedicació plena, van enregistrar discos força notables i van protagonitzar grans concerts. És el cas de Grau Carol, Francesc Heredero, Lita Torelló, Jacinta, Salomé, Betina, Marty Cosens o Dyango.
Era tanta l'empenta popular que s'hi van afegir, molt oportunament, un grup nombrós de cantants populars italians de l'escuderia RCA, capitanejats per Rita Pavone. Tots ells van tenir el seu espai de glòria catalana.
En aquell temps es van traduir al català cançons d'èxit de fora i es van difondre moltes cançons noves, a les mans de creadors de talent com el binomi Josep M. Andreu i Lleó Borrell, que va ser dels més actius i de més nivell. També van assolir èxits molt meritoris Jaume Picas i Antoni Parera Fons.
Un aspecte no gaire mai prou valorat és que la promoció de la Nova Cançó va ajudar a millorar la cançó popular a tot Espanya, que fins aleshores tenia un nivell deplorablement baix en comparació amb la producció dels països europeus de l'entorn. Aquesta diferència es constatava al Festival de la Canción Mediterránea, en què el 1963 va triomfar Se'n va anar, d'Andreu i Borrell, interpretada per Salomé i Raimon. Un èxit que va representar la consagració de la nova cançó catalana a l'estat i que va facilitar la incursió de cantants d'expressió catalana a tot el territori espanyol, amb incidència en la televisió espanyola.
D'aquesta manera, la cançó popular va vitalitzar la cultura catalana. Havia nascut entre les classes més populars i eren aquestes les que més en gaudien. A més, es va projectar fora de les fronteres com un signe definidor de la fisonomia històrica del poble català.

### Altres

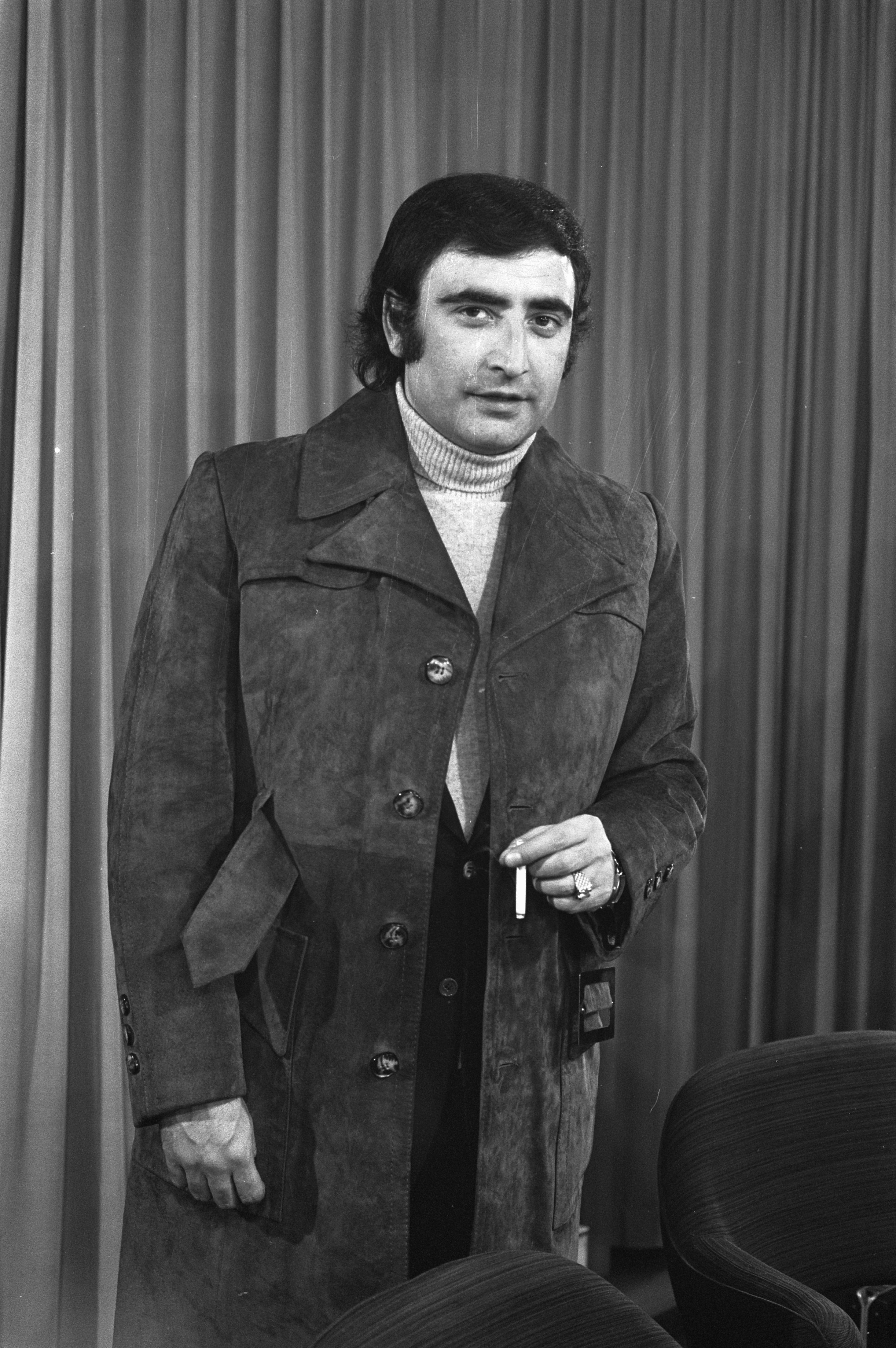
Peret

Altres veus catalanes s'han fet sentir molt més enllà de l'àmbit estricte de la terra. És el cas de Josep Guardiola i Sergio Dalma (nom artístic de Josep Capdevila), Marc Llunas (fill de Dyango) i Nina (nom artístic d'Anna Maria Agustí). En el pop destaquen noms com el de Quimi Portet, mentre que Peret i Moncho encapçalen l'aportació gitana.
De les illes hi ha hagut també aportacions espectaculars, d'extens arrelament i en èpoques i definicions estètiques diferents. Destaquen Bonet de San Pedro, els Valldemosa i Tomeu Penya.

### Pop jazz
En el terreny del pop jazz, l'activitat a Catalunya ha estat últimament molt intensa i han brotat veus realment importants, que s'estenen molt més enllà del marc estricte del gènere. Es podria citar Big Mama (Montserrat Pratdesaba), Laura Simó, Carme Canela, Carme Cuesta, Mone (Montserrat Teruel), Xavier Garriga i Txell Sust.